# Heterophoxus oculatus
Heterophoxus oculatus är en kräftdjursart som först beskrevs av Edward Morell Holmes 1908.  Heterophoxus oculatus ingår i släktet Heterophoxus och familjen Phoxocephalidae. Inga underarter finns listade i Catalogue of Life.